# Vasili Neièlov
Vasili Ivànovitx Neièlov (en rus Василий Иванович Неелов) va ser un arquitecte rus (1722-1782), les obres del qual són representatives del classicisme primerenc i el romanticisme. És notable com un dels primers dissenyadors de parcs a Rússia. Neièlov serví com arquitecte de la cort a Tsàrskoie Seló i treballà amb Francesco Bartolomeo Rastrelli en la construcció del Palau de Caterina. Va ser l'autor dels reculls de plànols de les façanes dels edificis de Tsàrskoie Seló (coneguts com els Àlbums Neièlov). Neièlov va ser un dels primers arquitectes d'origen rus que treballà a Tsàrskoie Seló.

## Biografia

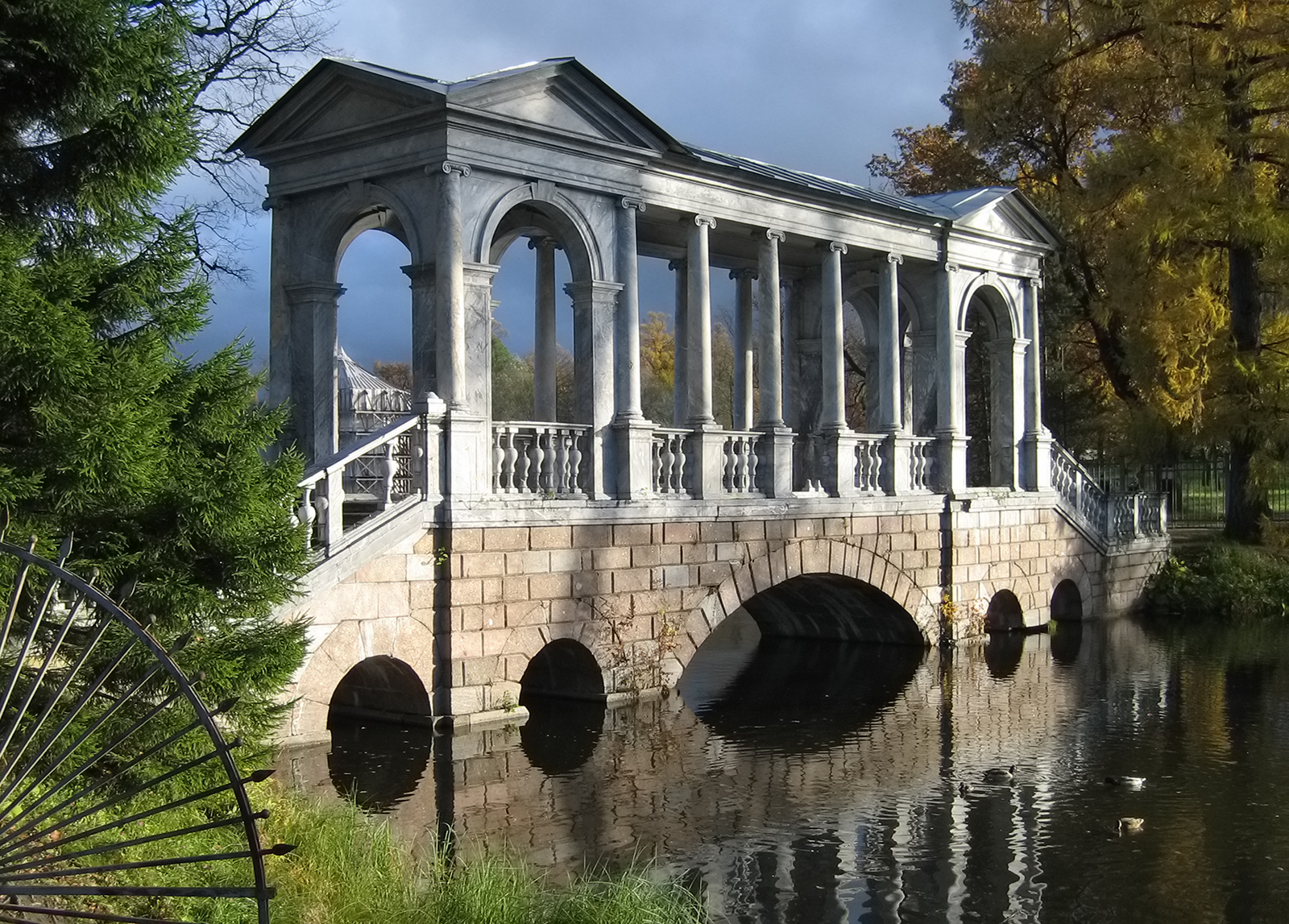
El Pont de Marbre pal·ladià de Vasili Neièlov

Neièlov va néixer el 1722, fill d'un sergent. Va estudiar arquitectura amb Savva Txevàkinski i Mikhaïl Zemtsov, que treballava amb Francesco Bartolomeo Rastrelli des de 1744. El 1748, Neièlov va ser destinat com a arquitecte adjunt a ajudar en el disseny dels plànols del Palau de Caterina i el Parc de Caterina a Tsàrkoie Seló.
El 1760, després de la retirada de Rastrelli, Neièlov es convertí en l'arquitecte en cap de la creació del Parc de Caterina. El 1770, visità Anglaterra i es convertí en un seguidor estusiasta de l'escola anglesa de paisatgisme i jardineria. El mateix any, completà el plànol del parc, que s'utilitzà posteriorment per a la seva creació. El paper de Neièlov no només fou el de dissenyar ponts i pavellons, sinó que també trià la ubicació dels pavellons dissenyats per altres arquitectes, entre els quals Charles Cameron. Neièlov creà la part paisatgista del Parc de Caterina, amb els famosos pavellons romàntics com la Piràmide (1770-1771), l'Almirallat i la Cuina de l'Ermitage (1774-1776), el Poble Xinès i els Capritxos (1770-1774, juntament amb Gerhard Johann Conrad) o el Pont de Marbre (també conegut com a Pont de Palladio o Pont Siberià), construït en record d'Andrea Palladio (1772-1774). Per construir el pont, Neièlov primer va crear-ne una maqueta de fusta que va enviar a Iekaterinburg per tal de facilitar l'elecció de les peces de marbre.
Dos dels seus fills, Ilià i Piotr, l'ajudaren en la creació d'aquest parc.
Neièlov va morir el 1782 i va ser enterrat al cementiri Kuzminski de Tsàrkoie Seló.